# Парламентские выборы в Румынии (1937)
Парламентские выборы в Румынии состоялись 20 декабря (в Палату депутатов) и 22, 28 и 30 декабря (в Сенат) 1937 года.
Победу на выборах одержали Национал-либералы, находящиеся у власти с 1933 года, но, в отличие от предыдущих выборов, не получившие на этот раз абсолютного большинства в Палате депутатов, необходимого для формирования правительства.
Выборы были омрачены столкновениями между активистами двух клерофашистских партий в Орхее и Тыргу-Муреше: Национал-христианской и «Всё для Отечества» — политическим крылом «Железной гвардии». В результате беспорядков было задержано 300 человек, а четверо погибли.

## Избирательная система
Кандидатом в члены как Сената так и Палаты депутатов мог стать гражданин Румынии мужского Пола в возрасте от 40 лет и более. Принимать участие в голосовании имели право граждане Румынии мужского Пола от 21 года (в Палату депутатов) и от 25 лет (при голосовании в Сенат). Таким образом, выборы 1937 года стали последними в Румынии до введения женского избирательного права.
Депутаты Палаты депутатов избирались по пропорциональной системе от многомандатных округов, в каждом из которых разыгрывалось от двух до двадцати депутатских мандатов. На выборах 1937 года при подсчёте голосов и распределении мест было решено считать всю территорию государства за единый избирательный округ.
Члены Сената избирались путём получения относительного большинства в своём округе.

## Результаты

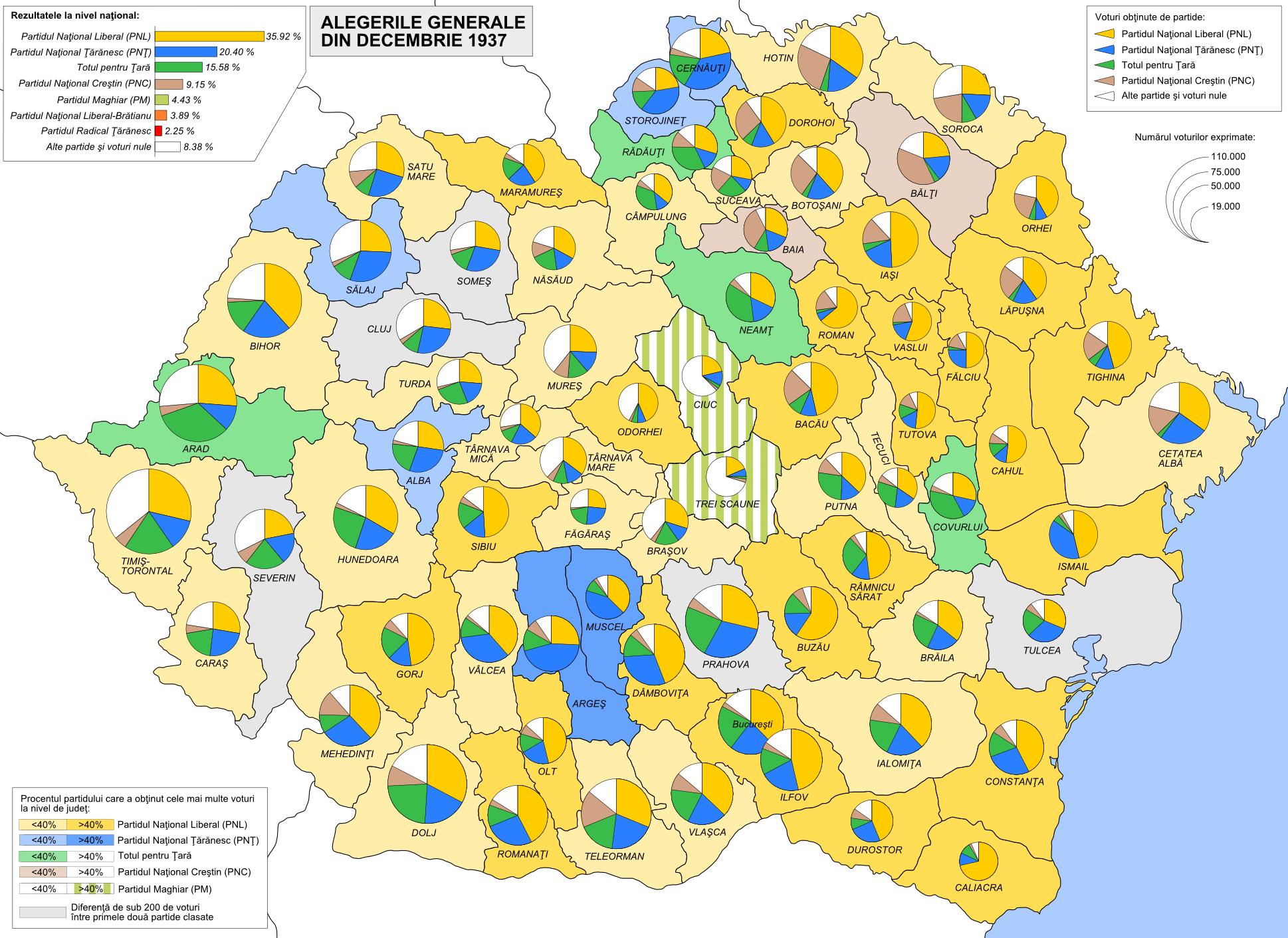
Результаты выборов на региональном уровне

|                                | Национальная либеральная партия            | 1 103 353 | 36,46  | 152 | ▼ 148 | 97  | ▼ 8  |  |  |  |  |  |
|                                | Национал-царанистская партия               | 626 612   | 20,71  | 86  | ▲ 57  | 10  | ▲ 10 |  |  |  |  |  |
|                                | Всё для Отечества                          | 478 378   | 15,81  | 66  | —     | 4   | —    |  |  |  |  |  |
|                                | Национал-христианская партия               | 281 167   | 9,29   | 39  | ▲ 30  | 0   | ▬    |  |  |  |  |  |
|                                | Национальная венгерская партия             | 136 139   | 4,50   | 19  | ▲ 11  | 2   | ▼ 1  |  |  |  |  |  |
|                                | Национальная либеральная партия — Брэтиану | 119 361   | 3,94   | 16  | ▲ 6   | 0   | ▬    |  |  |  |  |  |
|                                | Радикальная крестьянская партия            | 69 198    | 2,29   | 9   | ▲ 3   | 0   | ▬    |  |  |  |  |  |
|                                | Партия аграрного союза                     | 52 101    | 1,72   | 0   | ▼ 5   | 0   | ▬    |  |  |  |  |  |
|                                | Еврейская партия Румынии                   | 43 681    | 1,44   | 0   | ▬     | 0   | ▬    |  |  |  |  |  |
|                                | Немецкая партия Румынии                    | 43 612    | 1,44   | 0   | —     | 0   | —    |  |  |  |  |  |
|                                | Социал-демократическая партия              | 28 840    | 0,95   | 0   | ▬     | 0   | ▬    |  |  |  |  |  |
|                                | Народная партия                            | 25 567    | 0,84   | 0   | ▬     | 0   | ▬    |  |  |  |  |  |
|                                | Прочие партии                              | 18 131    | 0,60   | 0   | ▬     | 0   | ▬    |  |  |  |  |  |
| Действительные бюллетени       | Действительные бюллетени                   | 3 026 140 | 98,52  |     |       |     |      |  |  |  |  |  |
| Недействительные бюллетени     | Недействительные бюллетени                 | 45 555    | 1,48   |     |       |     |      |  |  |  |  |  |
| Всего                          | Всего                                      | 3 071 695 | 100,00 | 387 | —     | 113 | ▲ 5  |  |  |  |  |  |
|                                |                                            |           |        |     |       |     |      |  |  |  |  |  |
| Общее число избирателей и явка | Общее число избирателей и явка             | 4 649 163 | 66,07  |     |       |     |      |  |  |  |  |  |

## После выборов
Ни одна партия по результатам голосования не получила абсолютного большинства и не сформировала коалицию для формирования правительства. В связи с этим ультраправые перехватили инициативу, и Кароль II столкнулся с угрозой «железногвардейского» правительства, которое будет всецело против его политических убеждений: вследствие этого в декабре 1937 года он предложил Национал-христианской партии Октавиана Гоги (склонной к антисемитизму, но оппозиционной по отношению к Кодряну) сформировать новый кабинет министров, несмотря на то что она получила всего четвёртое место. Правительство Гоги было приведено к присяге 29 декабря 1937 года.
18 января 1938 года Гога потребовал у короля распуска парламента, на что тот согласился, рассчитывая провести новые выборы 2 марта 1938 года. Однако, встревоженный сотрудничеством Национал-христианской партии и «Железной гвардии», Кароль II принял решение 10 февраля 1938 года отправить правительство Гоги в отставку объявить в стране чрезвычайное положение и сообщить лидерам политических партий о разработке новой конституции. 20 февраля 1938 года Кароль II представил проект новой конституции Румынии, подготовленный Истрате Микеску на базе предложений короля. 24 февраля 1938 года в стране в устной форме прошёл референдум (участие в нём было обязательным) о принятии этой конституции, на котором 99,87 % избирателей проголосовало «за».
Конституция была официально подписана королём и опубликована в газете «Monitorul Oficial» 27 февраля 1938 года. В результате принятия нового основного закона в Румынии установился режим авторитарной королевской диктатуры. Теперь именно монарху принадлежала законодательная инициатива, правительство теперь было подотчётно исключительно ему, а не парламенту, король также получал право на роспуск парламента в любой момент, что давало ему чрезвычайные полномочия (именно так первое время и было на практике ввиду распущенного в январе 1938 года парламента), и только он имел право на инициативу по дальнейшей реформе конституции. Права граждан были сильно уменьшены: отменялась свобода массовых собраний, запрещена «революционная пропаганда», но при этом оставлены в силе антисемитские законы, принятые ранее правительством Октавиана Гоги.
В 1939 году состоялись новые парламентские выборы, в которых участвовала всего одна (полностью лояльная королю) партия — Фронт национального возрождения. Таким образом, выборы 1937 года стали последними демократическими и многопартийными вплоть до 1990 года.